# 2018年平昌オリンピックの韓国選手団
2018年平昌オリンピックの韓国選手団（2018ねんピョンチャンオリンピックのかんこくせんしゅだん）は、2018年2月9日から23日まで大韓民国江原道平昌で開催された2018年平昌オリンピックの韓国選手団、およびその競技結果。

## 概要
今大会は開催国であるため、全競技に出場権、出場枠が与えられた。

## メダル
| メダル | 選手名                                                             | 競技                             | 種目               |
| ------ | ------------------------------------------------------------------ | -------------------------------- | ------------------ |
| 金     | イム・ヒョジュン                                                   | ショートトラックスピードスケート | 男子1500m          |
| 金     | ユン・ソンビン                                                     | スケルトン                       | 男子               |
| 金     | チェ・ミンジョン                                                   | ショートトラックスピードスケート | 女子1500m          |
| 金     | シム・ソキ チェ・ミンジョン キム・イェジン キム・アラン イ・ユビン | ショートトラックスピードスケート | 女子3000mリレー    |
| 金     | イ・スンフン                                                       | スピードスケート                 | 男子マススタート   |
| 銀     | イ・サンファ                                                       | スピードスケート                 | 女子500m           |
| 銀     | チャ・ミンギュ                                                     | スピードスケート                 | 男子500m           |
| 銀     | イ・スンフン チョン・ジェウォン キム・ミンソク                     | スピードスケート                 | 男子団体パシュート |
| 銀     | ファン・デホン                                                     | ショートトラックスピードスケート | 男子500m           |
| 銀     | イ・サンホ                                                         | スノーボード                     | 男子パラレル大回転 |
| 銀     | キム・ボルム                                                       | スピードスケート                 | 女子マススタート   |
| 銀     | ウォン・ユンジョン チョン・ジョンニン ソ・ヨンウ キム・ドンヒョン  | ボブスレー                       | 男子4人乗り        |
| 銀     | 金恩貞 金敬愛 金善英 金栄美 金超喜                                 | カーリング                       | 女子               |
| 銅     | キム・ミンソク                                                     | スピードスケート                 | 男子1500m          |
| 銅     | ソ・イラ                                                           | ショートトラックスピードスケート | 男子1000m          |
| 銅     | イム・ヒョジュン                                                   | ショートトラックスピードスケート | 男子500m           |
| 銅     | キム・テユン                                                       | スピードスケート                 | 男子1000m          |

## スケート

### フィギュアスケート
- 男子シングル - 1名
- 女子シングル - 2名
- ペア - 1組
- アイスダンス - 1組

## アイスホッケー
- 男子

## カーリング
- 男子
- 女子
- 混合